# Слідчий ізолятор Чернокозово
Слідчий ізолятор Чернокозово — в'язниця у селі Чернокозово, Наурського району Чеченської республіки Російської Федерації, що стало всесвітньо відомою як фільтраційний табір для осіб запідозрених запідозрених у належності до чеченських вояків під час Другої російсько-чеченської війни.

## Історія
Радянська пенітенціарна установа Виправна колонія суворого режиму в селі Чернокозово була відкрита у 1956 році. Ліміт заповнення колонії складав 1500 осіб. У грудні 1994 року, в зв'язку з початком бойових дій Першої російсько-чеченської війни виправну колонію було закрито. Після Хасав'юртівських угод 1996 року в'язниця опинилась у веденні Міністерства шаріатської безпеки Чечні і в ній виконувались смертні вироки шаріатських судів.
Восени 1999 року у виправній колонії було відкрито «центр тимчасового приймання» для затриманих осіб, що займалися бродяжництвом та жебракуванням. Насправді це був фільтраційний табір для бійців формувань ЧРІ та мирних мешканців, включаючи дітей, затриманих на контрольно- пропускних пунктах та у власних будинках як «підозрілі особи» під час масових та невиборчих зачисток.. Більшість затриманих утримувались там без висунення будь-яких конкретних звинувачень. Згідно з офіційними цифрами близько 10 тисяч людей пройшли крізь «приймальний центр» у Чернокозово.

Найвідомішим в'язнем став кореспондент Радіо Свобода Андрій Бабицький викрадений федеральними силами в Чечні, котрий у своїй заяві для Палати представників Конгресу США сказав:
«Все що ми читали про концтабори сталінського періоду, все що ми знаємо про німецькі табори, все це присутнє в ньому». 
В лютому 2000 року в'язниця отримала всесвітню відомість за жорстоке поводження до ув'язнених: регулярні побиття, зґвалтування (включаючи неповнолітніх), пускання до камер сльозогінного газу, інші види катувань.
На початку лютого 2000 року прибула урядова комісія з військових, що шукала виявлених затриманих, котрі зазнали побиття. Проте затриманих попередили про недопустимість скарг на порушення, тих хто не послухався згодом били.
Так, під час перевірки один зі старих задер сорочку свого сусіда, молодого чоловіка щоб показати його стан. Після того як комісія пішла їх обох довго били.
Обслуговували «приймальний центр» козаки-контрактники з Ростова, Волгограда та Владикавказу. Працювали вони у три зміни, завжди в масках і заробляли 1000—1200 рублів на день. Родини ув'язнених зазнавали здирництва — широко застосовувалась практика звільнення чи видання трупів за викуп. Деякі ув'язнені загинули внаслідок умов утримання або «пропали без вісти».
Отримавши розголос, російська влада почала приховування слідів і «косметичний ремонт» установи. До 10 лютого 2000 року були переведені в інші установи охоронці, котрі здійснювали порушення у поводженні. Також було сховано в інших фільтраційних таборах тих, хто постраждав від катувань. Все це було зроблено напередодні візиту до Чечні 26 лютого — 4 березня 2000 делегації Комітету попередження катувань Ради Європи, до програми якої було введено відвідування Чернокозово. Замість солдатів-контрактників було привезено новий штат працівників Міністерства юстиції Російської Федерації, і умови утримання були значно покращені. В'язниця отримала статус Слідчого ізолятора. У квітні 2000 року установа стала зразково-показовою.
У жовтні 2000 року організація Human Rights Watch опублікувала 99 сторінкову доповідь «Ласкаво просимо до пекла» про те, як російськими військами було затримано тисячі чеченців, причому без будь-яких доказів правопорушень.
У 2005 році Слідчий ізолятор було реорганізовано у Виправну колонію загального режиму з дільницею суворого режиму і дільницею колонії-поселення. Загальний ліміт заповнення — 590 осіб.
Після реорганізації умови життя в колонії значно покращились, але в цілому залишались поганими: здорових людей тримали поруч із хворими на туберкульоз, тривали побиття, катування тощо.

## Рішення Європейського суду з прав людини
У 2003 році Зура Бітієва звернулась до суду з позовом щодо тортурів, яких вони з сином зазнали у Чернокозово, і була вбита разом з родиною під час рейду групи невстановлених російських спецназівців. У постанові 2008 року суд постановив, що незаконне затримання Бітієвої та нелюдське принижуюче гідність поводження, були повним ігноруванням вимог законності, та звинуватив російську державу у вбивстві її та її родини.
У 2007 році в першій постанові про тортури в Чечні Європейський суд з прав людини визнав Росію винною у катуваннях братів Адама та Арбі Чітаєвих у Чернокозові під час їх тримання під вартою у період з квітня по жовтень 2000 року, встановивши, що їх страждання були особливо серйозними та жорстокими.
8 листопада 2007 року, виносячи рішення за скаргою Сулеймана Медова Європейський суд визнав російську владу відповідальною за практику застосування тортурів, в тому числі в СІЗО Чернокозово.